# Alex en Martine
Alex en Martine was een Nederlands cabaretduo dat bestond uit Alex Klaasen en Martine Sandifort. 
De twee wonnen in 2000 het cabaretfestival Cameretten en ontvingen in 2001 de Pall Mall Exportprijs. 
In september 2001 ging het eerste avondvullende programma van Alex en Martine in première. Dit programma (Volgend jaar lach je d'r om) deden ze anderhalf jaar, maar in februari 2003 kreeg Martine Sandifort een burn-out  en de resterende voorstellingen werden afgelast. 
In 2004 werden de twee weer herenigd in het VARA-televisieprogramma Kopspijkers, toen na Sandifort ook Klaasen mee ging doen. Bij hun eerste gezamenlijk optreden voerden ze een duet op tussen "Marco Borsato" en "Trijntje Oosterhuis". 
In april 2004 werd bekend dat Alex Klaasen en Martine Sandifort hun voorstelling Volgend jaar lach je erom in reprise namen. De voorstelling was vanaf de laatste week van april 2005 (beperkt) door heel Nederland te zien. Begin juni 2005 speelde het duo de voorstelling in het Nieuwe de la Mar Theater, waarmee ze een van de laatste bespelers van het theater waren. 
Voor deze nieuwe reeks voorstellingen waren ze (naast hun televisiewerk) te zien in de komedie De gelukkige mandarijn van Frank Houtappels. In dit toneelstuk, dat geregisseerd werd door Porgy Franssen, speelden verder nog mee Nina Deuss, Lottie Hellingman en Ellen Pieters.

## Cabaretprogramma's
- 2001-2002: Volgend jaar lach je d'r om